# Senkow BP-1

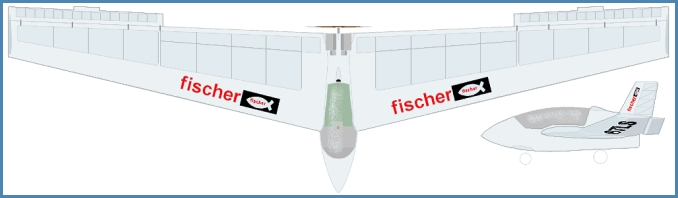
Mitchell U2, 2001

Die Senkow BP-1 oder ZAGI BP-1 (russisch Сеньков БП-1 / ЦАГИ БП-1) ist eine der zahlreichen Nurflügelkonstruktionen in der Sowjetunion der 1930er Jahre. Die Maschine wurde 1934 von A. A. Senkow am Zentralen Aerohydrodynamischen Institut (ZAGI) entwickelt. Das ZAGI ist das sowjetische Gegenstück zur US-amerikanischen NACA und der deutschen AVA.
Während die meisten zeitgenössischen Delta-Konstruktionen, insbesondere die Lippisch Deltas unter den Problemen litten, die ein innen liegendes Höhenruder und konventionelle Querruder verursachten, traten diese bei der BP-1 nicht auf. Gesteuert wurde die BP-1 über als Junkers-Doppelflügel ausgebildete Elevons und Endscheiben-Seitenruder. Die Konstruktion soll über recht gute Flugeigenschaften und Leistungen verfügt haben, was auf Grund der fortschrittlichen Auslegung glaubhaft erscheint. Neben den guten Leistungen als Segler werden der BP-1 auch brauchbare Kunstflugeigenschaften nachgesagt. Für die Segelflugwettbewerbe auf der Krim war die Wettbewerbsnummer 27 aufgemalt, während die zeitgleich von Beljajew entwickelte ZAGI BP-2 eine 28 zierte.
Der Lachmann/Handley-Page-Vorflügel war zu dieser Zeit noch nicht allgemein bekannt, obwohl er bei einigen britischen Typen bereits verwendet wurde. Die Auslegung mit vertieften, außenliegenden Junkers-Rudern stellte zur damaligen Zeit die wohl beste Möglichkeit dar, um die für Nurflügel typischen Probleme zu beheben. Auch die meisten schwanzlosen sowjetischen Konstruktionen jener Zeit wie die Kalinin K-12, die BOK-5 oder die BITsch-8 verwendeten Flügelklappen nach dem Junkers-Prinzip.
Die moderne Ultraleicht-Konstruktion Mitchell U2 verwendet praktisch die gleiche Flügelauslegung wie die ZAGI BP-1 in den 1930ern. Die Zeichnung der 2001 von Wolfgang Uhl in Deutschland gebauten U2 zeigt deutlich die Ähnlichkeit.

## Technische Daten
| Kenngröße         | Daten    |
| ----------------- | -------- |
| Besatzung         | 1        |
| Länge             | 3,4 m    |
| Spannweite        | 12 m     |
| Höhe              |          |
| Flügelfläche      | 18 m²    |
| Flügelstreckung   | 8        |
| Flügelprofil      | NACA M-6 |
| Gleitzahl         | 17,7     |
| Geringstes Sinken | 0,94 m/s |
| Leermasse         | 184 kg   |